# Les Savy Fav
I Les Savy Fav sono un gruppo alternative rock statunitense formatosi a New York nel 1995.

## Storia
I membri del gruppo si conobbero presso la Rhode Island School of Design a Providence. Poco dopo il debutto, il chitarrista Gibb Slife abbandonò la band, così come il batterista Pat Mahoney (in seguito negli LCD Soundsystem) che fu rimpiazzato da Harrison Haynes. Già dai loro primi concerti emerse la personalità estrosa del frontman Tim Harrington: dotato di una mole imponente, durante lo spettacolo scendeva fra il pubblico a baciare gli spettatori e si esibiva in abiti sgargianti e vistosi mentre il resto della band continuava a suonare come se niente fosse.
Il loro esordio sulla lunga distanza disco, 3/5, è del 1997, ed è stato pubblicato per l'etichetta indipendente Self-Starter Foundation. I due successivi The Cat and the Cobra (1999) e Go Forth (2001) sono stati invece pubblicati dalla FrenchKiss Records fondata dal bassista Syd Butler. Come la band, anche l'etichetta ha raggiunto uno status di culto nell'ambiente indie rock grazie alla qualità degli artisti scritturati e alle sonorità punk-funk, new wave ed electro rock che, all'inizio del nuovo millennio, vissero una stagione felice e creativa che vide il successo internazionale di band come Franz Ferdinand, Bloc Party, LCD Soundsystem Rapture e Liars. Di questo stile, così influenzato da molte band degli anni ottanta, la band è stata indubbiamente un precursore, grazie soprattutto al terzo album, Go forth, molto apprezzato da critica e colleghi musicisti ma non ugualmente popolare in termini di vendite. Nel 2004, sempre per FrenchKiss, Les Savy Fav rilasciarono Inches, raccolta dei lati A e B dei singoli dal 1996 al 2004.
A metà del 2005 il gruppo annunciò una pausa di riflessione e l'avvio di gruppi paralleli, alimentando numerose voci, peraltro promtamente smentite, sul loro scioglimento. Il ritorno sulla scena fu sul palco del festival inglese All Tomorrow's Parties nel maggio 2007, del cui cartellone sarebbero stati anche co-curatori nel 2011. Nel novembre 2006 avevano già registrato Let's stay Friends, il loro quarto disco, che venne pubblicato il 18 settembre 2007, ovviamente col marchio FrenchKiss. Il disco ebbe un buon successo di pubblico, e comparve nella classifica di fine anno dei lettori di NME come uno dei cinque migliori usciti nel 2007. I buoni riscontri hanno spinto la Wichita Records nel 2008 ad acquistare i diritti per ripubblicare la compilation di singoli Inches anche sul mercato europeo.

## Stile musicale
Inizialmente influenzati dall'opera di band americane come Fugazi e Jawbox, la band, nelle sue prime pubblicazioni, veniva ascritta a quel filone di gruppi a cavallo tra noise rock e post punk, un sound molto popolare e apprezzato dalla scena indipendente degli anni '90. Già dal secondo album la scrittura incominciò a farsi più ricercata e aperta alla melodia e a contaminazioni con ritmi ballabili, un genere che sarebbe stato portato al successo successivamente da band come Bloc Party ed Enon. Proprio Kele Okereke dei Bloc Party, all'indomani del successo del loro debutto, Silent Alarm, spese parole molto lusinghiere verso la band, definendola, in un articolo del The Guardian del 2005, un'influenza fondamentale.

## Discografia

### Album
- 3/5 (1997, Self-Starter Foundation)
- The Cat and the Cobra (1999, FrenchKiss Records/Self-Starter Foundation)
- Go Forth (2001, FrenchKiss Records)
- Inches, (2004, Frenchkiss; ristampato nel 2008 da Wichita Recordings)
- Let's Stay Friends (2007, FrenchKiss Records)
- Root for Ruin (2010, FrenchKiss Records)
- Oui, LSF (2024, Frenchkiss Records)

### EP's
- Emor: Rome Upside Down, (2000, Southern Records)

### Live
- After the Balls Drop, (pubblicato solo su formato digitale nel 2008 da Frenchkiss)

### Apparizioni in Compilations
- Repopulation Program, con il pezzo Raise Buildings. (1996, Load Records)
- This Is Next Year: A Brooklyn-Based Compilation, con il pezzo No Sleeves. (2001, Arena Rock)
- Warm & Scratchy, con il pezzo  The Equestrian. (2007, Adult Swim)

### Singoli
- SubPop7, (comprende Rodeo e Blackouts On Thursday. 1997, Sub Pop)
- Our Coastal Hymn / Bringing Us Down (1998, DeSoto Records)
- Reprobate's Resumé / No Sleeves (2 pezzi tratti dall'album Go Forth, 2001, X-Mist Records)
- Reformat - Dramatic Reading (comprende Reformat - Dramatic Reading e Reformat (Live). 2001, The Self-Starter Foundation)
- The Apes / Les Savy Fav / The Mars Volta - Untitled (MiniCD con un pezzo a testa, appaiono con Four Divided By One. 2002, Southern Records)
- Obsessed with the Excess / Hello, Halo, Goodbye Glands (2003, Chunklet Magazine)
- Yawn, Yawn, Yawn / One Way Widow (2003, Tiger Style)
- Accidental Deaths (comprende Hit by car e Hit by train. 2006, Rococo Records)
- Plagues & Snakes; (pubblicato in occasione di un tour in Australia, comprende Raging in the Plague Age e Wake Up a Snake. 2006, PopFrenzy Records e Rococo Records)
- What Would Wolves Do?, comprende What Would Wolves Do?  e The Year Before The Year 2000 (2007, Wichita Records)
- Patty Lee, comprende Patty Lee e The Sweat Descends (2008, Wichita Records)
- Let's Get Out of Here (2010, Wichita Records e FrenchKiss Records)

## Membri del gruppo
- Tim Harrington - Voce
- Seth Jabour - Chitarra
- Syd Butler - Basso
- Harrison Haynes - Batteria
- Andrew Reuland - Chitarra (la seconda chitarra è stata aggiunta a partire dal 2007)